# San Felice Aversa Normanna 2013-2014
Questa voce raccoglie le informazioni riguardanti il San Felice Aversa Normanna nelle competizioni ufficiali della stagione 2013-2014.

## Rosa
| N. |                         | Ruolo | Calciatore            |
| -- | ----------------------- | ----- | --------------------- |
|    | Burkina Faso (bandiera) | D     | Djibo Badji           |
|    | Italia (bandiera)       | D     | Dario Balzano         |
|    | Italia (bandiera)       | C     | Diego Castaldi        |
|    | Italia (bandiera)       | C     | Federico Comini       |
|    | Italia (bandiera)       | P     | Bernardino D'Agostino |
|    | Italia (bandiera)       | C     | Roberto De Rosa       |
|    | Italia (bandiera)       | D     | Luigi Del Prete       |
|    | Italia (bandiera)       | D     | Rosario Di Girolamo   |
|    | Italia (bandiera)       | C     | Giorgio Di Vicino     |
|    | Italia (bandiera)       | A     | Eugenio D'Ursi        |
|    | Italia (bandiera)       | C     | Antonio Esposito      |
|    | Italia (bandiera)       | D     | Francesco Esposito    |
|    | Italia (bandiera)       | A     | Salvatore Galizia     |
|    | Italia (bandiera)       | C     | Vincenzo Gatto        |
|    | Italia (bandiera)       | C     | Mattia Gennari        |

| N. |                      | Ruolo | Calciatore         |
| -- | -------------------- | ----- | ------------------ |
|    | Slovenia (bandiera)  | A     | Kris Jogan         |
|    | Italia (bandiera)    | A     | Rosario Majella    |
|    | Italia (bandiera)    | D     | Silvio Miraglia    |
|    | Italia (bandiera)    | D     | Vittorio Nocerino  |
|    | Italia (bandiera)    | A     | Luca Orlando       |
|    | Italia (bandiera)    | D     | Pasquale Porcaro   |
|    | Italia (bandiera)    | C     | Felice Prevete     |
|    | Italia (bandiera)    | C     | Giovanni Romano    |
|    | Italia (bandiera)    | P     | Giovanni Russo     |
|    | Italia (bandiera)    | C     | Cristian Suarino   |
|    | Italia (bandiera)    | C     | Kevin Tulimieri    |
|    | Italia (bandiera)    | A     | Alfredo Varsi      |
|    | Argentina (bandiera) | A     | Sebastian Vicentin |
|    | Italia (bandiera)    | C     | Michele Villanova  |